# エミレーツ・アリーナ
エミレーツ・アリーナ（Emirates Arena）はスコットランド・グラスゴーにある多目的アリーナ。別名コモンウェルス・アリーナ&サー・クリス・ホイ・ベロドローム。この項目ではサー・クリス・ホイ・ベロドロームも紹介する。

## エミレーツ・アリーナ
エミレーツ・アリーナは2014年の英連邦大会に向けて建設された。最大5000名収容。当初の仮称はナショナル・インドア・スポーツ・アリーナだった。ドバイに本社を置くエミレーツ航空が命名権を取得した。ちなみにエミレーツは2014年英連邦大会のオフィシャルスポンサーであった。大会後は2015年のデビスカップで準決勝のオーストラリア戦が当地で開催された。バスケットボールのグラスゴー・ロックスの本拠地としても使用されている。
2024年には世界室内陸上競技選手権大会が開催された。

## サー・クリス・ホイ・ベロドローム
サー・クリス・ホイ・ベロドロームはエミレーツ・アリーナに隣接した自転車競技場。座席は2500名で、最大4500名収容。UCIの基準を満たしている。競技場名であるサー・クリス・ホイはスコットランド出身の自転車競技選手であり、五輪・英連邦大会金メダルを獲得した。英連邦大会では自転車競技のうちトラック種目が行われた。2026も同様に開催予定